# جزيرة غوف
جزيرة غوف، والمعروفة أيضًا تاريخياً باسم غونسالو ألفاريس (مستكشف برتغالي)، هي جزيرة بركانية وعرة تقع في جنوب المحيط الأطلسي. وهي تابعة لتريستان دا كونها وجزء من الأراضي ما وراء البحار البريطانية من سانت هيلانة وأسينشين وتريستان دا كونا.

## المناخ
يظهر الجدول التالي التغييرات المناخية على مدار السنة لجزيرة غوف:
| البيانات المناخية لـجزيرة غوف                        | البيانات المناخية لـجزيرة غوف | البيانات المناخية لـجزيرة غوف | البيانات المناخية لـجزيرة غوف | البيانات المناخية لـجزيرة غوف | البيانات المناخية لـجزيرة غوف | البيانات المناخية لـجزيرة غوف | البيانات المناخية لـجزيرة غوف | البيانات المناخية لـجزيرة غوف | البيانات المناخية لـجزيرة غوف | البيانات المناخية لـجزيرة غوف | البيانات المناخية لـجزيرة غوف | البيانات المناخية لـجزيرة غوف | البيانات المناخية لـجزيرة غوف |
| الشهر                                                | يناير                         | فبراير                        | مارس                          | أبريل                         | مايو                          | يونيو                         | يوليو                         | أغسطس                         | سبتمبر                        | أكتوبر                        | نوفمبر                        | ديسمبر                        | المعدل السنوي                 |
| ---------------------------------------------------- | ----------------------------- | ----------------------------- | ----------------------------- | ----------------------------- | ----------------------------- | ----------------------------- | ----------------------------- | ----------------------------- | ----------------------------- | ----------------------------- | ----------------------------- | ----------------------------- | ----------------------------- |
| الدرجة القصوى °م (°ف)                                | 26.4 (79.5)                   | 25.7 (78.3)                   | 25.9 (78.6)                   | 22.6 (72.7)                   | 20.5 (68.9)                   | 20.6 (69.1)                   | 19.3 (66.7)                   | 21.7 (71.1)                   | 19.3 (66.7)                   | 21.4 (70.5)                   | 23.9 (75.0)                   | 25.1 (77.2)                   | 26.4 (79.5)                   |
| متوسط درجة الحرارة الكبرى °م (°ف)                    | 17.2 (63.0)                   | 17.4 (63.3)                   | 16.9 (62.4)                   | 15.4 (59.7)                   | 13.7 (56.7)                   | 12.4 (54.3)                   | 11.5 (52.7)                   | 11.2 (52.2)                   | 11.5 (52.7)                   | 12.9 (55.2)                   | 14.9 (58.8)                   | 16.2 (61.2)                   | 14.3 (57.7)                   |
| المتوسط اليومي °م (°ف)                               | 13.9 (57.0)                   | 14.4 (57.9)                   | 13.9 (57.0)                   | 12.8 (55.0)                   | 11.3 (52.3)                   | 10.0 (50.0)                   | 9.1 (48.4)                    | 8.9 (48.0)                    | 8.9 (48.0)                    | 10.1 (50.2)                   | 11.9 (53.4)                   | 13.2 (55.8)                   | 11.5 (52.7)                   |
| متوسط درجة الحرارة الصغرى °م (°ف)                    | 11.1 (52.0)                   | 11.6 (52.9)                   | 11.3 (52.3)                   | 10.4 (50.7)                   | 8.9 (48.0)                    | 7.6 (45.7)                    | 6.6 (43.9)                    | 6.5 (43.7)                    | 6.6 (43.9)                    | 7.8 (46.0)                    | 9.4 (48.9)                    | 10.3 (50.5)                   | 9.0 (48.2)                    |
| أدنى درجة حرارة °م (°ف)                              | 5.3 (41.5)                    | 5.1 (41.2)                    | 4.8 (40.6)                    | 3.7 (38.7)                    | 1.4 (34.5)                    | 0.1 (32.2)                    | −0.9 (30.4)                   | −2.7 (27.1)                   | 0.2 (32.4)                    | 0.5 (32.9)                    | 2.4 (36.3)                    | 4.1 (39.4)                    | −2.7 (27.1)                   |
| الهطول مم (إنش)                                      | 210 (8.3)                     | 183 (7.2)                     | 254 (10.0)                    | 276 (10.9)                    | 286 (11.3)                    | 310 (12.2)                    | 273 (10.7)                    | 304 (12.0)                    | 270 (10.6)                    | 249 (9.8)                     | 213 (8.4)                     | 241 (9.5)                     | 3٬069 (120.9)                 |
| متوسط أيام هطول الأمطار (≥ 1.0 mm)                   | 16                            | 13                            | 18                            | 19                            | 21                            | 22                            | 23                            | 21                            | 20                            | 18                            | 16                            | 18                            | 225                           |
| متوسط الرطوبة النسبية (%)                            | 81                            | 82                            | 82                            | 82                            | 82                            | 83                            | 83                            | 83                            | 81                            | 81                            | 81                            | 81                            | 82                            |
| ساعات سطوع الشمس الشهرية                             | 183.8                         | 148.8                         | 123.3                         | 95.6                          | 83.7                          | 60.4                          | 71.7                          | 87.5                          | 101.6                         | 128.5                         | 161.4                         | 182.9                         | 1٬429٫2                       |
| المصدر #1: NOAA, الأرصاد الجوية الألمانية (extremes) |                               |                               |                               |                               |                               |                               |                               |                               |                               |                               |                               |                               |                               |
| المصدر #2: climate-charts.com                        |                               |                               |                               |                               |                               |                               |                               |                               |                               |                               |                               |                               |                               |

## معرض صور

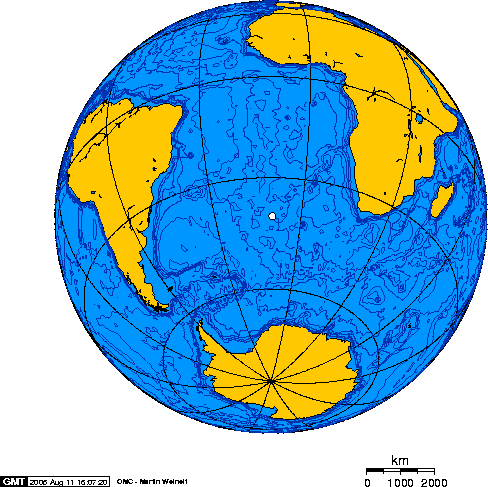
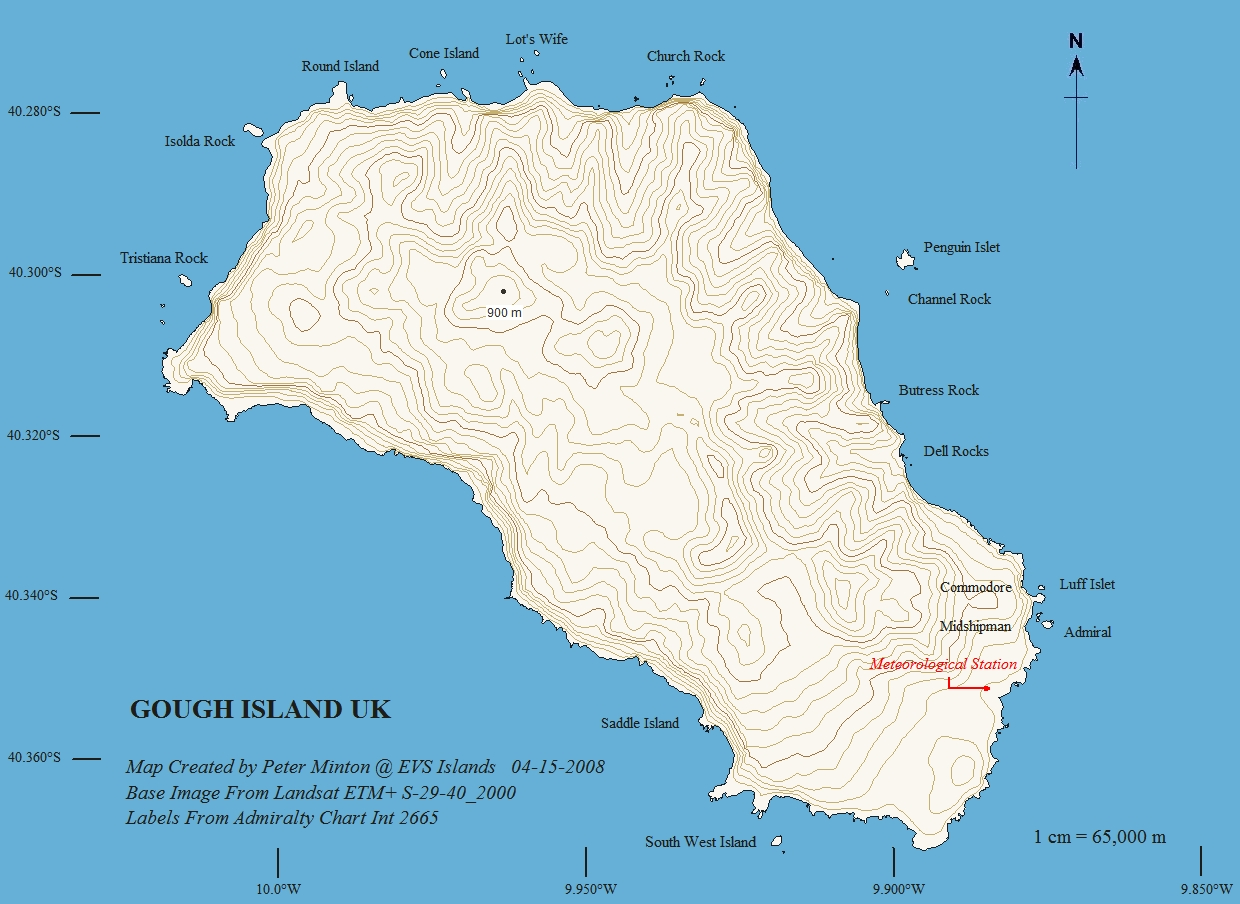
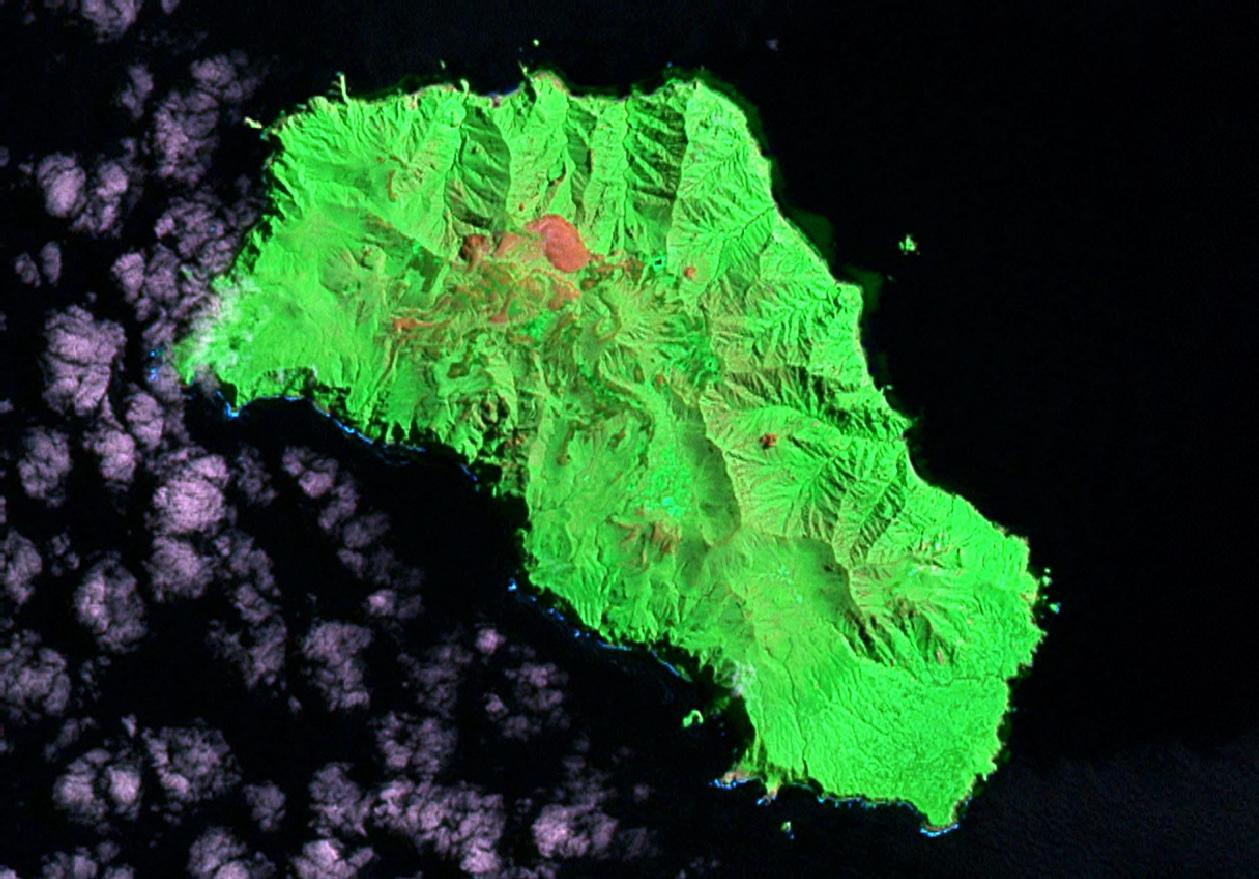